# Agave congesta
Agave congesta ist eine Pflanzenart aus der Gattung der Agaven (Agave). Ein englischer Trivialname ist „Sierra San Christobal Agave“.

## Beschreibung
Agave congesta wächst einzeln und bildet einen kurzen Stamm. Die Rosetten sind kompakt mit Wuchshöhen bis 100 cm und 100 bis 200 cm Durchmesser. Die grünen bis bläulichen, manchmal bereiften, variabel angeordneten, spitz zulaufenden, lanzettförmigen Blätter sind 50 bis 120 cm lang und 12 bis 22 cm breit. Die unterschiedlich angeordneten welligen, warzigen Blattränder sind unregelmäßig gezahnt. Der kräftige, dunkelbraune bis graue Enddorn wird 3 bis 7 cm lang.
Der rispige, gerade Blütenstand wird 6 bis 8 m hoch. Die zahlreichen gelben Blüten sind 55 bis 70 mm lang, erscheinen am oberen Teil des Blütenstandes und bilden sich bis zur Spitze an kurzen variabel angeordneten Verzweigungen. Die trichterige Blütenröhre ist 10 bis 13 mm lang.
Die länglichen bis eiförmigen dreikammerigen Kapselfrüchte bis 4 mm lang und bis 1,7 mm breit. Die schwarzen, mondförmigen Samen sind 5 bis 6 mm lang und 3,5 bis 4 mm breit.

## Systematik und Verbreitung
Agave congesta ist in Mexiko in der Sierra-San-Christobal-Region im Südosten des Bundesstaats Chiapas weit verbreitet. Sie wächst an steinigen Hängen, in Waldland in 2150 bis 2480 m Höhe.
Die Erstbeschreibung durch Howard Scott Gentry ist 1982 veröffentlicht worden.
Agave congesta ist ein Vertreter der Gruppe Hiemiflorae. Die Variabilität innerhalb der Populationen ist durch Wuchs und Form gekennzeichnet. Agave congesta ist nahe verwandt mit Agave hiemiflora, jedoch sind Unterschiede in Größe, Blatt- und Blütenstruktur erkennbar.

## Nachweise
- J.Thiede: Agave congesta. In: Urs Eggli (Hrsg.): Sukkulenten-Lexikon. Einkeimblättrige Pflanzen (Monocotyledonen). Eugen Ulmer, Stuttgart 2001, ISBN 3-8001-3662-7, S. 23.